# Granville (Virgínia de l'Oest)
Granville és una població dels Estats Units a l'estat de Virgínia de l'Oest. Segons el cens del 2000 tenia 778 habitants.

## Demografia
Segons el cens del 2000, Granville tenia 778 habitants, 362 habitatges, i 201 famílies. La densitat de població era de 229,3 habitants per km².
Dels 362 habitatges en un 24% hi vivien nens de menys de 18 anys, en un 34% hi vivien parelles casades, en un 18,2% dones solteres, i en un 44,2% no eren unitats familiars. En el 37,6% dels habitatges hi vivien persones soles el 16,3% de les quals corresponia a persones de 65 anys o més que vivien soles. El nombre mitjà de persones vivint en cada habitatge era de 2,15 i el nombre mitjà de persones que vivien en cada família era de 2,81.
Per edats la població es repartia de la següent manera: un 20,7% tenia menys de 18 anys, un 10,2% entre 18 i 24, un 30,2% entre 25 i 44, un 23,5% de 45 a 60 i un 15,4% 65 anys o més.
L'edat mediana era de 36 anys. Per cada 100 dones de 18 o més anys hi havia 78,3 homes.
La renda mediana per habitatge era de 22.583 $ i la renda mediana per família de 26.806 $. Els homes tenien una renda mediana de 21.250 $ mentre que les dones 17.212 $. La renda per capita de la població era de 12.958 $. Entorn del 25,4% de les famílies i el 27,7% de la població estaven per davall del llindar de pobresa.

## Poblacions més properes
El següent diagrama mostra les poblacions més properes.